# Викерс F.B.14
Викерс F.B.14 (енгл. Vickers F.B.14) је британски ловац-извиђач. Авион је први пут полетео 1916. године. 

Највећа брзина авиона при хоризонталном лету је износила 180 km/h.
Распон крила авиона је био 12,1 метара, а дужина трупа 8,10 метара. Празан авион је имао масу од 880 килограма. Нормална полетна маса износила је око 1210 килограма. Био је наоружан са два митраљеза 7,7 мм, једним фиксним а другим код осматрача. 
.

## Наоружање
| Наоружање авиона: Викерс       |     |
| Ватрено (стрељачко) наоружање  |     |
| Топ                            |     |
| Митраљез                       |     |
| Број и ознака митраљеза        | 2   |
| Калибар                        | 7,7 |
| Бомбардерско наоружање (бомбе) |     |
| Ракетно наоружање (ракете)     |     |